# Maximilian Wimpffen
Maximilian Alexander von Wimpffen (Münster, 19 febbraio 1770 – Vienna, 29 agosto 1854) è stato un militare austriaco, Barone di Wimpffen e Feldmaresciallo austriaco nonché dal 1824 al 1830 Comandante in Capo alle forze imperiali.

## Biografia
Figlio di un Feldmareciallo Luogotenente, indirizzato dal padre entrò appena undicenne nell'Accademia militare Teresiana a Wiener Neustadt, ove già dal 1º novembre 1786 venne assegnato al 9º reggimento di fanteria per poi passare al 19°, col quale combatté nella guerra contro i Turchi a Belgrado. Nel 1789 divenne Primo Luogotenente e nel 1791 militò con il battaglione Morzin nei Paesi Bassi, dove prese parte alla Battaglia di Neerwinden (venendo ferito il 18 marzo 1793) dove venne fatto prigioniero.
Come nipote di un generale francese, ad ogni modo, venne liberato poco dopo e partecipò successivamente agli scontri di Valenciennes. Nel 1795 venne promosso a Capitano Secondo Luogotenente nell'Italia del nord e dopo un solo anno di servizio, venne promosso a Capitano nel quartier generale del genio. Dapprima entrò nello staff di Beaulieu e poi passò ad Alvinczy combattendo sul Brenta (6 novembre 1796), a Caldiero (12 novembre 1796) ed Arcole (15/17 novembre 1796). Negli anni che seguirono venne coinvolto nella difesa del Tirolo e del Vorarlberg e nel 1799 venne pesantemente ferito a Taufers.
Nel contempo continuò la propria carriera militare e nel 1805 venne promosso Colonnello, legandosi ai corpi d'armata del Feldmaresciallo Principe Giovanni I Giuseppe del Liechtenstein. Dopo aver combattuto alla Battaglia di Austerlitz, venne trasferito alla guida di una colonna, venendo nuovamente gravemente ferito. Questi sacrifici, ad ogni modo, gli consentirono di ottenere la medaglia di Cavaliere dell'Ordine Militare di Maria Teresa, la massima onorificenza militare austriaca. Allo scoppio della guerra nel 1809 e dopo la sconfitta di Ratisbona del 26 aprile di quello stesso anno, venne nominato quartiermastro generale e promosso Maggiore Generale. Combattendo nuovamente ad Aspern il 21 ed il 22 maggio 1809, ottenne il grado di Commendatore dell'Ordine Militare di Maria Teresa. Dop ol'armistizio di Znaim il 12 luglio di quell'anno venne promosso Generale di Brigata e trasferito in Boemia.
Negli anni successivi, fu attivo in Polonia e nel 1813 partecipò alla Battaglia di Lipsia contro i napoleonici. Il 2 settembre 1813 venne promosso Feldmaresciallo Secondo Luogotenente e nel 1814 divenne comandante militare di Troppau. Nel 1815 partecipò alla campagna di Francia con i propri corpi d'armata e dopo la pacificazione tornò a Troppau. Nel 1821 venne trasferito al comando generale di Venezia. Dal 1824 al 1830 fu Comandante in Capo all'esercito austriaco e trascorse gli ultimi anni della propria carriera militare come governatore della Bassa Austria.
Nel 1834, a 74 anni, chiese ed ottenne di essere messo a riposo, ottenendo nel 1841 la cittadinanza onoraria di Vienna e nel 1851 ottenne la prestigiosissima onorificenza del Toson d'Oro. Alla sua morte, avvenuta 29 agosto 1854, seguirono i funerali di stato, che ebbero grande rilevanza nazionale, a tal punto che vi prese parte tra gli altri anche il Feldmaresciallo Radetzky.
Ebbe un figlio, Franz Wimpffen, che fu anch'egli Feldmaresciallo dell'esercito austro-ungarico durante gli anni del Risorgimento italiano.